# Colotis hildebrandti
Colotis hildebrandti är en fjärilsart som först beskrevs av Otto Staudinger 1885.  Colotis hildebrandti ingår i släktet Colotis och familjen vitfjärilar.
Artens utbredningsområde är Tanzania. Inga underarter finns listade i Catalogue of Life.